# José María Maravall
José María Maravall Herrero (Madrid, 7 de abril de 1942) es un sociólogo y político español, militante del PSOE, que ejerció de ministro de Educación y Ciencia (1982-1988) en los dos primeros gobiernos de Felipe González.

## Biografía
Hijo del historiador y ensayista José Antonio Maravall. Se licenció en Derecho por la Universidad Complutense de Madrid con premio extraordinario y obtuvo el doctorado en la misma universidad en 1969. Estudió posteriormente Sociología en la Universidad de Oxford, donde se doctoró (con John Goldthorpe como director de tesis) en 1975.
En su actividad profesional, ha sido profesor de sociología en la Universidad de Warwick, profesor visitante en la Universidad de Nueva York (cátedra Juan Carlos I), en el Centro de Estudios Europeos de la Universidad de Harvard, en la Universidad de Columbia (cátedra Tinker) y en el Instituto Universitario Europeo en Florencia (cátedra Jean Monnet). Desde 1981 es catedrático de Sociología en la Universidad Complutense de Madrid. Ha sido también director del Centro de Estudios Avanzados en Ciencias Sociales del Instituto Juan March en Madrid. Es miembro de la British Academy y de la American Academy of Arts and Sciences. Es también Honorary Fellow del St. Antony´s College (Universidad de Oxford).
En su juventud fue militante del Frente de Liberación Popular (FELIPE). Posteriormente ingresó en el Partido Socialista Obrero Español donde fue elegido miembro de su Comisión Ejecutiva Federal de 1979 a 1984 y de 1988 a 1994. Elegido diputado al Congreso de los Diputados por Valencia en las elecciones generales españolas de 1986. Fue ministro de Educación y Ciencia entre 1982 y 1988. Como ministro fue responsable de la Ley Orgánica de Reforma Universitaria -LRU- (1983), de la Ley Orgánica del Derecho a la Educación -LODE- (1985)  que puso en marcha la educación universal pública obligatoria y de la Ley de la Ciencia (1986).
Es doctor honoris causa por la Universidad de Warwick y está en posesión de las Grandes Cruces de la Orden de Alfonso X El Sabio y de la Orden de Carlos III. Ha sido nombrado Commandeur des Palmes Académiques en Francia. Ha obtenido el Premio Nacional de Ciencia Política y Sociología que otorgó el CIS por su carrera.

## Libros publicados
- Trabajo y Conflicto Social. Madrid; edit. Cuadernos para el Diálogo, (1967).
- El Desarrollo Económico y la Clase Obrera. Barcelona, Edit. Ariel, (1970).
- La Sociología de lo Posible. Madrid, Edit. Siglo XXI, (1972).
- Dictatorship and Political Dissent. Nueva York, Edit. St. Martin’s Press, (1978) y Madrid Edit. Alfaguara, (1978).
- The Transition to Democracy in Spain. Nueva York, Edit. St. Martin’s Press y  Madrid, Edit. Taurus, (1982).
- La Reforma de la Enseñanza. Barcelona, Edit. Laia, (1985).
- Economic Reforms in New Democracies. Nueva York, Cambridge University Press, (1993) y Madrid, Alianza Editorial (1995). (junto a L.C. Bresser y A. Przeworski).
- Los Resultados de la Democracia. Un estudio del Sur y el Este de Europa. Madrid, Alianza Editorial, (1995).
- Regimes, Politics, and Markets. Oxford, Oxford University Press, (1997).
- El Control de los Políticos. Madrid, Edit. Taurus, (2003).
- Democracy and the Rule of Law. Nueva York, Cambridge University Press, (2003). (junto a A. Przeworski).
- Controlling Governments. Voters, Institutions and Accountability. Nueva York, Cambridge University Press, (2008). (junto a Ignacio Sánchez-Cuenca)
- La Confrontación Política. Madrid, Edit. Taurus, (2008).
- Las Promesas Políticas. Barcelona, Edit. Galaxia Gutenberg, (2013).
- Demands on Democracy. Oxford, Oxford University Press, (2016).
- La Democracia y la Izquierda Galaxia Gutenberg (2021).

Artículos publicados.
- Accountability in Coalition Governments , Annual Review of Political Science,13 (2010).
- Responsabilità dei Politici e  Strategia di Manipulazioni, Stato e Mercato,51, 3 (1997).
- The Myth of the Authoritarian Advantage", Journal of Democracy, 5 (1994).
- L' Identità della Sinistra   Rivista Italiana di Scienza Política,3 (1992).
- La Transizione alle Democrazia. Allineamenti Polítici e Elezioni in Spagna Rivista Italiana di Sziencia Política, 11 3 (1981).
- Política Cleavages and the 1979 General Election Government and Opposition, julio (1979)
- Spain, Eurocommunism and Socialism Political Studies, junio (1979)
- The Limits of Reformism: Parliamentary Socialism and the Marxist Theory of the State British Journal of Sociology, 30, 2 (1979))
- Le Mouvement Ouvrier dans la Transition a la Democratie en Espagne, Pouvoirs, enero (1979)
- Students and Politics in Contemporary Spain, Government and Opposition 11,2 (1976).
- Subjective Conditions and Political Conflict: Some Remarks, British Journal of Sociology 27, 1, (1976).
- Modernization, Authoritarianism and the Growth of Working Class Dissent, Government and Opposition 8, 4, 1973.

Capítulos en libros.
- Elections and the Challenge of More Democracy en A. Przeworski  y otros, Democracy in a Russian Mirror, Nueva York, Cambridge University Press (2015).
- La socialdemocracia di Zapatero , Bolonia, Il Mulino ,(2009).
- Accountability and the survival of governments, en C.Boix y S. Stokes (comps.),  Handbook in Comparative Politics  Oxford, Oxford University Press (2007).
- Democratizations in the European Periphery (con S. Alonso), en J. Hayward y S. Menon (comps.), Oxford,  Oxford University Press (2003).
- The Rule of Law as a Political Weapon, en J.M. Maravall y A. Przeworski (comps.), Democracy and the Rule of Law Nueva York,, Cambridge University Press (2003).
- The Politics of Unemploment (con M. Fraile), en N. Bermeo (comp.) Unemployment in the New Europe  Nueva York, Cambridge University (2001).

- Political Reactions to the Economy (con A. Przeworski), en S.Stokes (comp.) Public Opinión and Market Reforms in New Democracies, Nueva York, Cambridge University Press (2001).
- Accountability and Manipulation" en A. Przeworski, B.Manin y S.Stokes, Democracy,  Accountability and Representation Nueva York,  Cambridge University Press (1997)
- The Experience of Southern Europe, en C. Lirintzis , E. Nicolapopoulos y D.A. Sotiropoulos (comps.) Society and Politics. Aspects of the Third Greek Democracy Atenas, Temalis (1996).
- Economic Reforms in New Democracies (con L.C. Bresser y A. Przeworski) en W.C. Smith et al.Latin American Political Economy in the Age of Neoliberal Reform, New Brunswick, Transacción Publishers (1994)

- Después de las transiciones: los dilemas del reformismo, en M.H.T.de Almeida, E. Boeninger, A. Flisflich, A. Hirschman. J.M. Maravall y A. Przeworski. Capitalismo. Democracia y Reformas, Santiago, FLACSO (1991).

- Political Change in Spain and the Prospects for Democracy, en  G. O'Donnell, P.C. Schmitter y L. Whitehead (comps.) Transitions from Authoritarian Rule, Baltimore: Johns Hopkins University Press (1986).

- The Socialist Alternative. The politics and electoral support of the PSOE, en H. Penniman (comp.) Spain at the Polls, Durham (N.C.): Duke University Press (1985).

- The Development of Industrial Conflict in Spain, en E. Kassalow (comp.),  Labor Relations in Advanced Industrial Societies, Washington: Carnegie (1980).

## Distinciones
- Gran Cruz de la Real y Muy Distinguida Orden de Carlos III (1989)[4]
- Gran Cruz de la Orden Civil de Alfonso X el Sabio (1994)[5]
- Premio Nacional de Sociología y Ciencia Política (2007)[6]